# Wronka (Giżycko)
Wronka est un village polonais de la voïvodie de Varmie-Mazurie, dans le powiat de Giżycko.